# Vegardsche Regel
Die Vegard’sche Regel beschreibt die lineare Abhängigkeit der Gitterkonstante eines Substitutionsmischkristalls bzw. einer Legierung vom prozentualen Anteil der Komponenten.
Für einen Mischkristall aus den zwei Komponenten A und B lässt sie sich folgendermaßen formulieren:
{\displaystyle a_{AB}=x_{A}\cdot a_{A}+(1-x_{A})\cdot a_{B}}
mit
- {\displaystyle a_{AB}} die Gitterkonstante des resultierenden Mischkristalls
- {\displaystyle a_{A}} und {\displaystyle a_{B}} die Gitterkonstanten der reinen Komponenten
- {\displaystyle x_{A}} der prozentuale Gehalt der Komponente A
- {\displaystyle 1-x_{A}=x_{B}} der prozentuale Gehalt der Komponente B.

Voraussetzung ist, dass beide Komponenten denselben Strukturtyp besitzen. Der Unterschied in den Atom- bzw. Ionenradien ist in der Regel kleiner als 15 % (vgl. Goldschmidtsche Regel).
Diese Regel wird insbesondere bei Legierungen verwendet. Dabei nimmt die Gitterkonstante der Legierung bei einem kleineren Atomvolumen des Legierungselementes ab, bei größerem Atomvolumen nimmt sie zu. Zum Beispiel führt bei Titan die Zugabe von Tantal oder Zirconium zu einer Steigerung der Gitterkonstanten, während die Zugabe von Vanadium oder Molybdän sie absenken.
Obwohl die Vegard’sche Regel in vielen Fällen nicht exakt erfüllt ist, dient sie als Richtschnur für die Untersuchung von Mischkristallen. Oft werden Abweichungen von der Vegard’schen Regel untersucht. So liegen die Gitterkonstanten in Legierungen
- leicht über der Vegardgerade, wenn die Bindungskräfte zwischen unterschiedlichen Atomsorten kleiner sind als zwischen gleichen Atomsorten (z. B. die Legierungen Cu-Au und Cu-Pd)
- leicht unter der Vegardgerade, wenn die Bindungskräfte zwischen unterschiedlichen Atomsorten größer sind als zwischen gleichen Atomsorten (z. B. die Legierungen Ag-Au und Ag-Pd).